# マロースティカ
マロースティカ（伊: Marostica）は、イタリア共和国ヴェネト州ヴィチェンツァ県にある、人口約14,000人の基礎自治体（コムーネ）。
2年に一度、人間チェスが行われることで知られており、「チェスの街」（la città degli scacchi）とも呼ばれる。サクランボの産地でもあり、「マロースティカのサクランボ」 (it:Ciliegia di Marostica) は原産地名称保護制度の一種である地理的表示（IGP）の指定を受けている。

## 名称
日本語文献では「マロスティカ」と記されることもある。イタリア政府観光局でも「マロスティカ」を採用している
標準イタリア語以外では以下の名称を持つ。
- ヴェネト語: Maròstega

## 地理

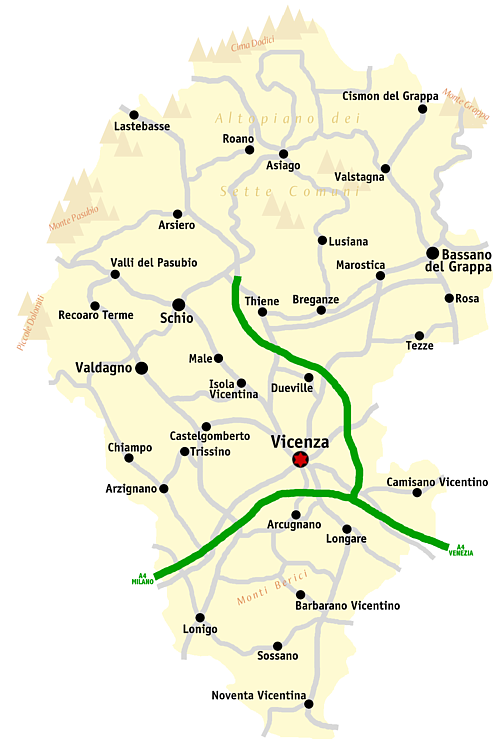
ヴィチェンツァ県概略図

### 位置・広がり
ヴィチェンツァ県北東部、アジアーゴ高原（セッテ・コムーニ）の麓にあるコムーネ。県都ヴィチェンツァの北東約24km、州都ヴェネツィアの北西約61kmに位置する。

#### 隣接コムーネ
隣接するコムーネは以下の通り。
| - バッサーノ・デル・グラッパ - 東 - ノーヴェ - 南東 - スキアヴォーン - 南 - コルチェレーザ - 南西 - ピアネッツェ - 南西 - コルチェレーザ - 西 - サルチェード (Salcedo) - 西 - ルジアーナ・コンコ - 北西 |

### 気候分類・地震分類
気候分類では、zona E, 2432 GGに分類される。
また、イタリアの地震リスク階級 (it) では、zona 2 (sismicità media) に分類される。
- カステッロ・スペリオーレからの市街眺望
- 家々の屋根

## 歴史
10世紀の初め、アジアーゴ高原の村々 (it:Altopiano dei Sette Comuni) や、ティエーネ、ブレガンツェとともに、皇帝ベレンガーリオ1世からパドヴァの司教に寄進された。
11世紀から13世紀にかけて、この地域はヴェネトの有力な家門、エッツェリーニ家 (it:Ezzelini) の影響下に置かれた。1260年にエッツェリーニ家が敗北すると、マロースティカはヴェネツィア共和国に編入された。

## 行政

### 分離集落
マロースティカには、以下の分離集落（フラツィオーネ）がある。
- Crosara, Marsan, Pradipaldo, San Luca, Valle San Floriano, Vallonara

## 文化・観光

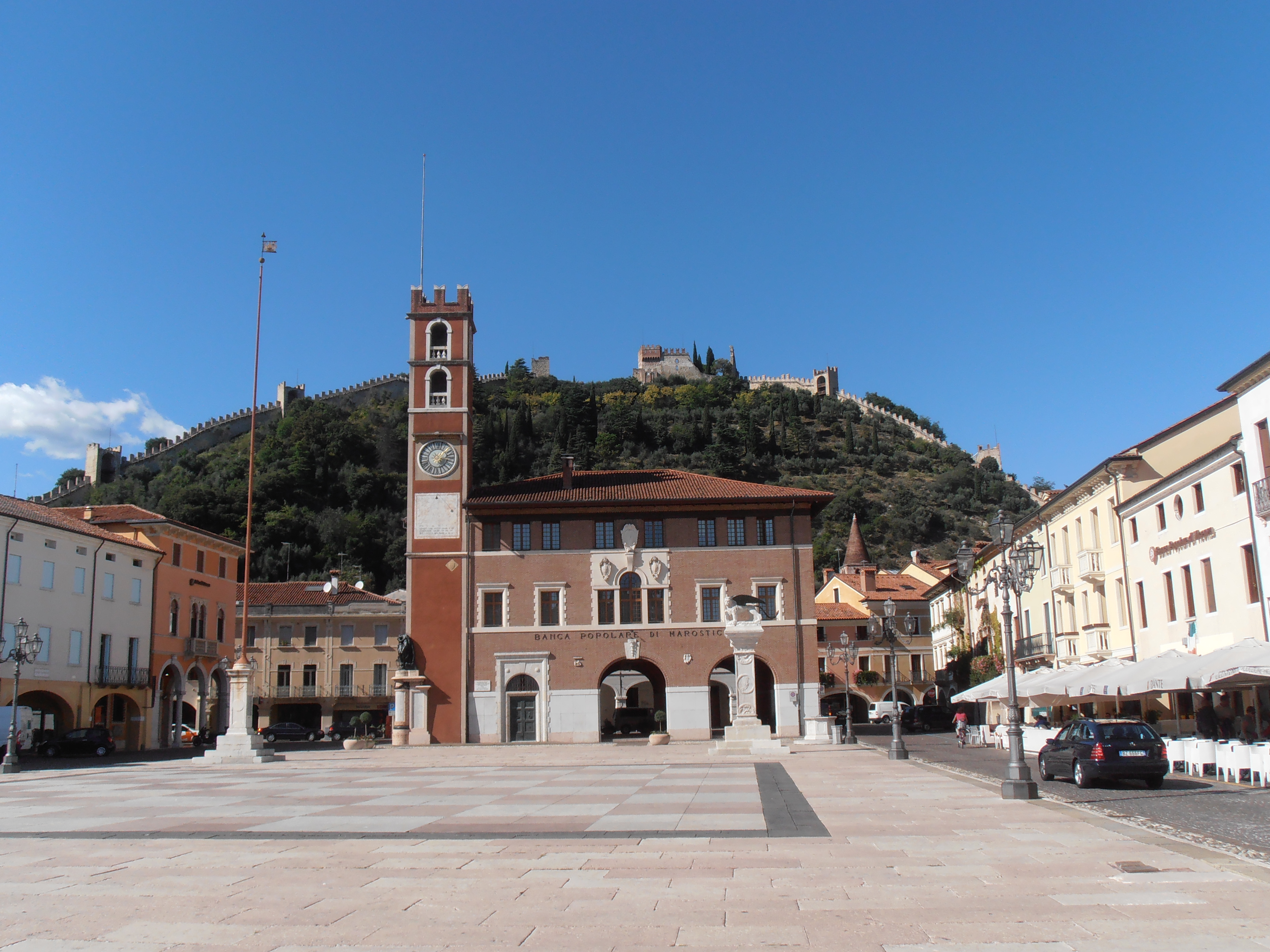
カステッロ広場（チェス広場）から北。奥の山上の城がカステッロ・スペリオーレ。

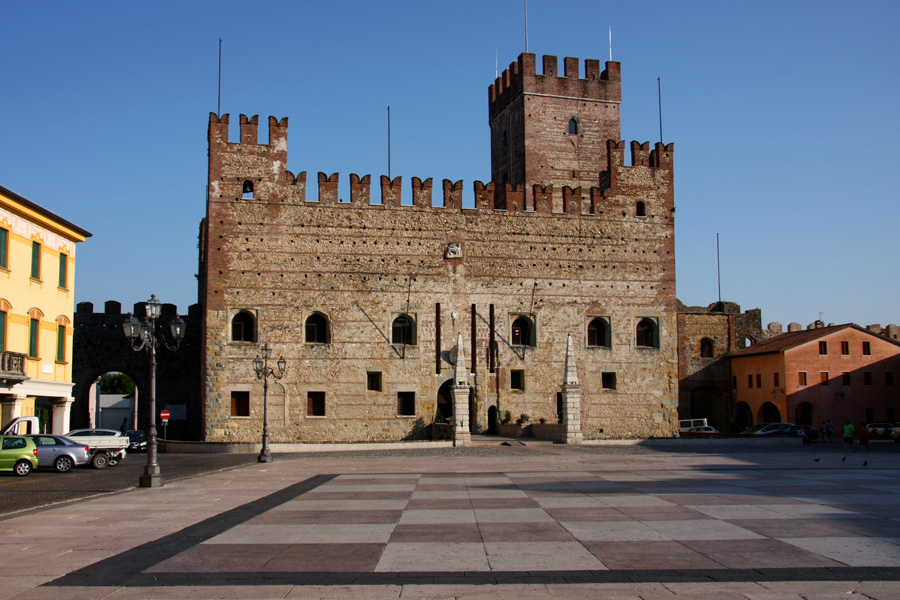
カステッロ広場の南側に面したカステッロ・インフェリオーレ

### 人間チェス
偶数年の9月第二週の週末（第二金曜日から3日間）、歴史的な装束に身を包んだ人間がチェスの駒を演じる人間チェスのゲームが行われることで知られている。550人以上の参加者が歴史的な衣装を着用し、花火なども打ち上げられて盛大に行われるイベントである。なお、チェスの駒を動かす際の指示は、いにしえの「最も高貴な共和国ヴェネツィア」の言語（ヴェネト語）で行われる。会場となるカステッロ・インフェリオーレ（castello inferiore）前のカステッロ広場（piazza Castello）にはチェスボードの市松模様がタイルで作られており、チェス広場 (piazza degli scacchi)とも呼ばれる。
人間チェスは「1454年に行われた対戦に由来する」と由緒づけられて説明される。しかし、後述の通りこれは史実ではなく、20世紀に始まった行事である。
マロースティカの「コスチュームを着た人間が駒を演じるチェス」は、第一次世界大戦後の1923年、地元のチェスクラブのメンバーが街の広場で行ったことに始まるが、当初はシンプルなものであった。
第二次世界大戦後、喜劇作家 Mirko Vucetich は、マロースティカの城主の娘リオノーラに求婚する2人の若い貴族の物語を書いた。
マロースティカがヴェネツィア共和国の土地であった1454年、マロースティカの城主 Taddeo Parisio の美貌の娘リオノーラに、2人の年若い貴族、Rinaldo D'Angarano と Vieri da Vallonara が求婚した。求婚者のどちらかが死ぬことも、二人が敵どうしとなることも望まなかった城主は決闘を禁じ、チェスによる勝負を行わせることにした。勝者にリオノーラとの結婚を認め、敗者にリオノーラの妹との結婚を認めることで、どちらが勝っても2人とは縁続きになる。対局はカステッロ・インフェリオーレの前の広場で行われ、鎧を着こんだ従者たちが駒を演じた。城主はまた、この対局を音楽や踊り、花火で盛大なものにすることを命じた。
1954年、この物語の筋書きに沿い、イベントとしての「人間チェス」が初めて行われた。このイベントは成功を収め、世界のメディアにも広く報じられた。1958年にはブリュッセル万国博覧会でイタリアの歴史と文化を表現するパフォーマンスとして演じられている。以後、マロースティカの人間チェスは世界のいくつかの都市に出張している。

### その他の行事
この町ではほぼ毎日曜日に何かしらの行事が行われる。毎月第一日曜日には街のカステッロ広場とマッツィーニ通り（via Mazzini）でアンティーク・マーケットが立つ。
5月の終わりにはサクランボ祭りが開催される。また、"Umoristi a Marostica"という美術展が1969年から毎年春に開かれている。また6月第二日曜日には、カステッロ・スペリオーレ（上の城）からカステッロ・インフェリオーレ（下の城）へ2人乗りの自動車を走らせる"Caretera"が開催されている。
10月には、街の守護聖人である聖シモンを記念する伝統的な祭事が行われる。

## 姉妹都市
- サンベルナルド・ド・カンポ（ブラジル）
  - 1987年10月 姉妹都市協定締結[12]

19世紀にヴェネト地方から多くのイタリア人移民が渡った歴史がある。イタリア人移民は、サン・ベルナルド・ド・カンポの家具製造業の発展に貢献した。自動車工業の中心地で、ハイテク産業が発展している。
- 天童市（日本）
  - 1989年4月22日 姉妹都市協定締結[4][13]

人間チェス（マロースティカ）と人間将棋（天童）の縁により1983年から市民交流を開始。マロースティカのサイトでは、人間チェス・人間将棋のほかにサクランボが両都市共通の産品として記されている。
- ミニャーノ・モンテ・ルンゴ（イタリア）
- モンティニー＝ル＝ブルトンヌー（フランス）
  - 2007年9月30日 姉妹都市協定締結[15]

パリ郊外のニュータウンで、学園・文化都市であるとともにハイテク産業の拠点であり、ルノーやBMWが研究所を構える。マロースティカのサイトは、文化とダイナミックさが両都市を結びつけると記す。

## 人物

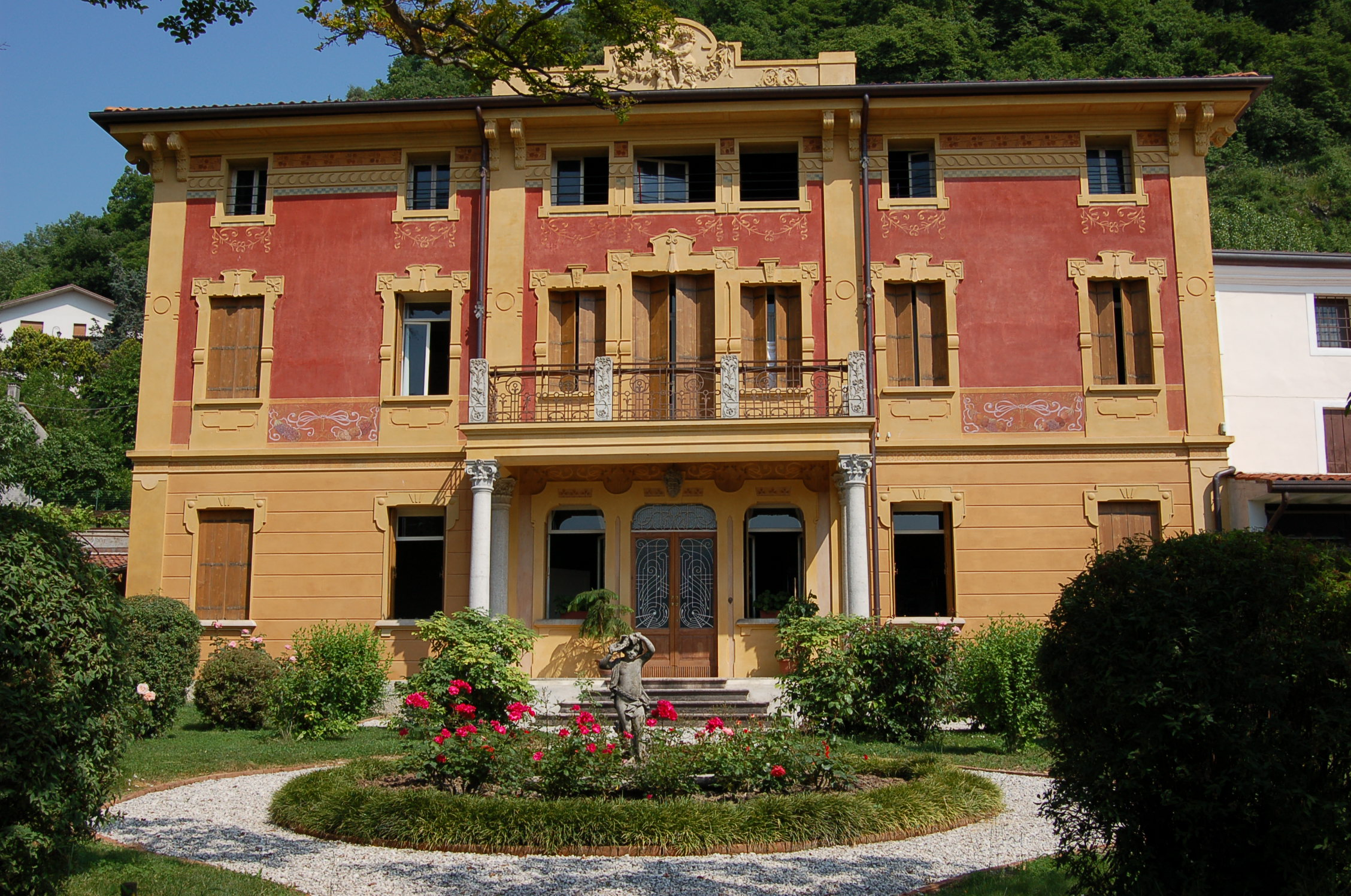
プロスペロ・アルピーニの家

### 著名な出身者
- プロスペロ・アルピーニ - 16-17世紀の医師・植物学者
- ジョヴァンニ・バッタリン - 自転車ロードレース選手
- タティアナ・グデルツォ - 女子自転車ロードレース選手
- エンリーコ・バッタリン - 自転車ロードレース選手